# 火石洲
火石洲（英語：Basalt Island）是香港的一個島嶼，區議會分區上屬於西貢區。位於伙頭墳洲、番鬼倫洲（圓崗洲、棟心洲和扁洲）和橫洲以南，沙塘口山以東，果洲群島以北，是甕缸群島中面積最大的島嶼。現時島上並沒有居民居住。
火石洲上有不少奇特的地貌特徵，如大量六角形岩柱、海蝕洞（欖灣角洞）、大排狹窄水道、海蝕平台等，因此被列入為香港地質公園的一部分。
火石洲曾是香港少數的禁區之一，其附近海面皆為火石洲操炮區，為訓練英軍使用軍火之用。約1985年起，英軍便沒有使用火石洲靶場。現時火石洲已不屬於操炮區。
1948年12月21日，火石洲發生香港第4宗奪命空難（不計二戰），當時一架載有26名乘客及7名機員的中國航空公司C-54「空中霸王」型客機正在104號航班由上海飛來香港，在濃霧中失事墮下火石洲，全機33人罹難，包括上海紡織界鉅子、前中華人民共和國副主席榮毅仁之兄榮伊仁（又名榮一心）、美國總統羅斯福的孫兒昆汀·羅斯福二世（Quentin Roosevelt II）等，島上至今仍豎有空難紀念碑。
2014年7月23日，香港郵政發行新的2014年香港通用郵票，以中國香港世界地質公園為設計主題，當中郵票面額0.2元是火石洲。
香港漫畫《古惑仔》528期的火石洲之戰正是以火石洲為故事場地。

## 附屬島嶼
- 尖柱石
- 海鰍環
- 蒲魚排
- 龍船排
- 大排
- 二排
- 三排

## 外部連結
- 火石洲 （页面存档备份，存于） 香港地質公園 / 漁農自然護理署